# André Caccioli
Pour les articles homonymes, voir Caccioli.
André Caccioli, né à Spello (Ombrie) le 30 novembre 1191 et mort à Spello (Ombrie) le 3 juin 1254, est un prêtre franciscain du XIIIe siècle, premier prêtre dans l'histoire de l'Ordre franciscain, compagnon de François d'Assise.

## Biographie
Issu d'une famille noble, il se destine à la prêtrise. Ordonné prêtre autour de 1217, il est curé de l'église de San Severino à Spello lorsqu'il rencontre en 1119 François d'Assise. Marqué par cette rencontre il décide de changer de vie et rejoint en 1223 l'Ordre franciscain alors naissant. Il est le premier prêtre à rejoindre l'Ordre. Il reçoit l'habit franciscain des mains même de François. Faisant partie des proches du saint il est présent à ses côtés lors du décès de celui-ci le 3 octobre 1226,,,.
Comme l'étaient la plupart des Franciscains de la première génération, en devenant franciscain André Caccioli devient prédicateur itinérant. Pendant près de 20 ans il prêche dans diverses villes italiennes (Vérone et Côme) ainsi que dans le royaume de France. Il faisait partie du groupe des frères qui souhaitent une application littérale de la règle franciscaine, ce qui lui vaudra dans les années 1240 l'hostilité de plusieurs à l'intérieur de l'Ordre dont le frère Elias alors ministre général de l'ordre. Malgré cela il garde la confiance de ses supérieurs et on lui confie d'importantes charges comme celle d'assister Claire d'Assise qui lui confie le soin et l'assistance spirituelle des sœurs clarisses du monastère de Vallegloria, près de Spello. Il est nommé gardien du couvent de Sant'Andrea à Spello contribuant à installer durablement les Franciscains dans sa ville natale. Après sa mort la ville le choisira comme protecteur et copatron,.
Il joua par ailleurs un important rôle dans la canonisation de François d'Assise,.
Il meurt dans le monastère franciscain de Spello le 3 juin 1254. 

## Vénération
André Caccioli fut béatifié le 25 juillet 1738 par le pape Clément XII. Il est fêté le 3 juin,.

## Biographie
- (it) Bernardo Commodi, Beato Andrea da Spello. discepolo di San Francesco, Gorle,Bg, Editrice Velar, 2009
- (en) Crowley T. C., New Catholic Encyclopedia, vol. 2, Gale Cengage, 2003 (ISBN 0787640069), p. 840.
- (en) A. Butler, The lifes of the Saints, ed. H. Thurston and D. Attwater, New York 1956, pages 466-67